# 康州 (甘粛省)
康州（こうしゅう）は、中国にかつて存在した州。南北朝時代から隋代にかけて、現在の甘粛省隴南市東部に設置された。

## 概要
558年（明帝2年）、北周により広業郡と修城郡をもって康州が立てられた。修城郡は北周のうちに廃止され、その属県の下阪県は廃止され、広長県は広業郡に移管された。583年（開皇3年）、隋が郡制を廃すると、広業郡が廃止されて、康州はその属県の同谷県と広長県を直属させた。601年（仁寿元年）、広長県は修城県と改称された。605年（大業元年）、康州は廃止され、同谷県が鳳州に、修城県が興州に移管された。